# Lori Sigurdson
Lori Sigurdson, née le 31 janvier 1961 à Winnipeg, est une femme politique canadienne, ministre des Aînés et du Logement au sein du gouvernement de Rachel Notley de 2016 à 2019.
En 2015, elle est élue à l'Assemblée législative de l'Alberta représentant la circonscription d'Edmonton–Riverview en tant qu'une membre du Nouveau Parti démocratique de l'Alberta. 
De 2015 à 2016, elle est Ministre de l'Innovation et de l'Enseignement supérieur et ministre des Jobs, des Habiletés, de la Formation et du Travail.